# Rachid El Ouali
Rachid El Ouali né le 3 avril 1965 à Rabat, au Maroc est un acteur marocain de théâtre et de cinéma.
Après son bac, il passe un concours en art dramatique et est retenu pour le cours d'Abbes Brahim à l'école d'Art Dramatique du Théâtre National Mohamed V, à Rabat.
Il commence sa carrière en 1986, dans un petit rôle dans le film "Un amour à Casablanca" avec Mouna fettou. En 1995, il a décroché le prix du meilleur second rôle au Festival de Tanger pour son rôle dans "Voleur de rêves".
Après des années de discrétion, El Ouali fait son grand retour en 2019 sur le petit écran avec le personnage Saad El-Ghali dans la série télévisée au grand succès "Al-Madi la yamout" (Le passé est immortel) aux côtés de Fatima Kheir. Une deuxième saison est prévue, cette fois-ci sur la chaîne MBC 5.
Rachid El Ouali est le frère aîné de l'acteur Hicham El Ouali, il est également le père de Salim El Ouali, qui a fait une apparition dans la série "Nas El-houma" (Les gens du quartier) en 2013. 
En 2018, Rachid El Ouali a été parmi le jury du télé-crochet "The Artist", un programme qui met en avant les talents marocains principalement dans le domaine artistique.

## Filmographie
- 2018 : Le silence des papillons
- 2018 : Laaziza
- 2017 : Noah ne sait pas nager
- 2016 : La marche verte
- 2015 : Les larmes du diable
- 2013 : Ymma (Maman)
- 2011 : L'enfant maudit de Mohamed Karrat et Anas Ben Zaroual
- 2010 : Les Gars du bled
- 2007 : Adieu mères de Mohamed Ismaïl
- 2005 : Ailes brisées de Majid R'chiche
- 2005 : Elle est diabétique et hypertendue et elle refuse toujours de crever de Hakim Noury
- 2005 : Morrocan Dream de Jamal Belmejdoub
- 2005 : Loin des yeux, court métrage d'Ismaël Saidi
- 2004 : Ici et là-bas de Mohamed Ismaïl
- 2001 : Casablanca Casablanca de Farida Benlyazid
- 2000 : Et après... de Mohamed Ismaïl
- 2000 : Jugement d'une femme de Hassan Benjelloun
- 1999 : Les Aventures de Haj Mokhtar Soldi de Mustafa Derkaoui
- 1999 : Elle est diabétique, hypertendue et elle refuse de crever de Hakim Noury
- 1999 : Du paradis à l'enfer de Saïd Souda
- 1998 : Ruses de femmes de Farida Benlyazid
- 1998 : Destin d'une femme de Hakim Noury
- 1997 : Solomon de Roger Young
- 1997 : Un simple fait divers de Hakim Noury
- 1997 : Mektoub de Nabil Ayouch
- 1995 : Voleur de rêves de Hakim Noury
- 1993 : Marie de Nazareth de Jean Delannoy - non crédité au générique… [réf. à confirmer]
- 1991 : La Nuit du crime de Nabil Lahlou
- 1989 : Un amour à Casablanca d'Abdelkader Lagtaâ (rôle secondaire)

## Courts métrage
- 2011 : Plastic
- 2006 : Le Défunt
- 2006 : La Mouche et moi
- 2006 : L'Aube
- 2004 : Nini ya momo
- 2003 : L'Autre, de Mohamed Karrat
- 1996 : Voyage dans le passé, d'Ahmed Boulane
- 1995 : Happy End,  d'Abdelkader Lagtaâ

## Téléfilms
- 2020 : Maison commune
- 2019 : Le sosie
- 2017 : L'avare
- 2015 : Au bord de la mer
- 2015 : Le petit fils du Haj
- 2015 : Rêves reportés
- 2013 : Oh bienvenu!
- 2011 : Ombres de la mort
- 2007 : Le chercheur
- 2007 : R'himou (Guest star)
- 2006 : Désolée Papa
- 2006 : Majda
- 2005 : Les ennuis de Houssein
- 2005 : Pourquoi pas ?
- 2004 : Nuits blanches
- 2004 : Amis du Canada
- 2004 : Rêves d'automne
- 2003 : Allal,le costaud
- 2003 : La mouche blanche
- 2002 : Crime et investigation
- 2002 : La nuit du fou
- 2001 : Mot de passe
- 2001 : Sourd-muette
- 2001 : Chadia
- 2001 :Le château du marché
- 2001 : Le dossier bleu
- 2001 : Ras El-Ain
- 1999 : Les délires d'après-minuit

## Séries
- 2022 : Jrit W jarit
- 2022 : Blessures
- 2021 : Le passé est immortel 2
- 2021 : Bab Al-Bahr
- 2021 : Qissaryat Oufla (sitcom)
- 2020 : Elle
- 2019 : Le passé est immortel
- 2017 : La chance de vie (série amazighophone)
- 2013 : Les gens du quartier
- 2011 : Houssein et Safia
- 2006 :  L'Autre Dimension
- 2006 : Les outsiders
- 2003 : Printemps de Cordoue (série syrienne)
- 2002 : Le bracelet de Batoul
- 2002 : Soufian (Sitcom)
- 1999 : Les blessés
- 1998 : Essaim de pigeons
- 1995 : Le testament
- 1992 : La baleine terrestre
- 1992 : Nuances du passé

## Animation télé
- 2009 : Qui veut gagner des millions ? (version maghrébine) sur Nessma TV
- 2007-2008 : Lalla Laaroussa sur Al Aoula

## Note
1. ↑  Rachid El Ouali, l’enfant miraculé du septième art marocain
2. 1 2  « Rachid El Ouali », Bladi.net,‎ 2005 (lire en ligne, consulté le 23 septembre 2017)